# آنتون کویس
آنتون کویس (هلندی: Anton Kuys; ۱۱ اوت ۱۹۰۳ – ۱۴ مارس ۱۹۷۸) دوچرخه‌سوار اهل هلند بود.